# Xilin (Bose)
Xilin (chinesisch 西林县, Pinyin Xīlín Xiàn; Zhuang Sihlinz Yen) ist ein Kreis im Autonomen Gebiet Guangxi der Zhuang-Nationalität in der Volksrepublik China. Er gehört zum Verwaltungsgebiet der bezirksfreien Stadt Bose. Er liegt im äußersten Westen von Guangxi im Grenzgebiet zu den Provinzen Yunnan und Guizhou. Sein Hauptort ist die Großgemeinde Bada. Er hat eine Fläche von 2.979 Quadratkilometern, 2018 zählte er 147.400 Einwohner. Eine berühmte Rinderrasse, der Xilin-Wasserbüffel (engl. Xilin Buffalo), ist nach dem Ort benannt.

## Administrative Gliederung
Auf Gemeindeebene setzt sich der Kreis aus zwei Großgemeinden und sechs Gemeinden, davon drei Nationalitätengemeinden zusammen. Diese sind:
- Großgemeinde Bada 八达镇
- Großgemeinde Guzhang 古障镇

- Gemeinde Mabang 马蚌乡
- Gemeinde Puhe der Miao 普合苗族乡
- Gemeinde Xiping 西平乡
- Gemeinde Nazuo der Miao 那佐苗族乡
- Gemeinde Nalao 那劳乡
- Gemeinde Zubie der Yao und Miao 足别瑶族苗族乡